# پروانه‌ماهی غروب
پروانه‌ماهی غروب (نام علمی: Chaetodon pelewensis) نام یک گونه از سرده پروانه‌ماهی است.